# Orquesta no típica
La Orquesta no típica es un grupo de música de cámara dedicado a tocar música de tango. Está financiada por la Universidad de Bremen (Alemania). Es una de las pocas cátedras europeas dedicadas a la enseñanza de la música de tango a nivel universitario.

## Historia
La Orquesta no típica fue fundada en 1999 por el guitarrista alemán Andreas Lieberg y desde octubre del 2002 se halla bajo la dirección del argentino Juan María Solare.
En su repertorio se encuentra música desde los comienzos de los tangos escritos (1898) hasta nuestros días, incluyendo compositores de la generación post-Piazzolla que han escrito especialmente para esta agrupación: Jorge Pítari, Eduardo Kohan, Héctor Maisano, Gabriel Senanes y Gustavo Lanzón.
El nombre del ensemble alude a las orquestas típicas usuales en el Buenos Aires de la década de 1940, cuya formación característica esra de cuatro violines, viola, violonchelo, contrabajo, cuatro bandoneones y piano. La formación de la Orquesta No Típica es libre, casi cualquier instrumento es integrable.

## Miembros

### Miembros actuales
- Lisa Peters (flauta)
- Julia Santacana-Vall (flauta)
- Nora Nick (clarinete)
- Claudia Pietsch (saxofón)
- Eleonora García (violín)
- Marie Schierloh (violín)
- Maike Fiedler (viola)
- Martin Kayser (violonchelo)
- Ingo Jauer (bajo)
- Thomas Uden (guitarra)
- Ruth Daßmann (acordeón)
- Juan María Solare (piano)

### Antiguos miembros
- Delphine Larrousse (clarinete)
- Brunhilde Hasselmann (violín)
- Kira Rose (violín)
- Marian Hu (trombón)
- Laura Wollheim (violín)
- Christina Regenbogen (violín)
- Hannah Halm (violín)
- Moritz Muras (viola)
- Andreas Lieberg (guitarra)
- Leonhard Unglaub (guitarra)
- Natalia Chernyavska (canto)
- Michael Benöhr Riveros (percusión)
- Martin Kramer & Valeria Escandell (canto)
- Katrin Dapper-Helmerding (flauta traversa)
- Stella Kocanis (flauta traversa)
- Anna Shadrova (saxofón alto)
- Dagmar Abendroth-Timmer (violín)
- Oksana Luchanko (violín)
- Katharina Schubert (violín)
- Martin Hallier & Jens Baumgart (guitarras)

### Invitados para proyectos concretos
- Jimena Semiz (canto)
- Johannes Schäfer (contrabajo)